# 졸참나무
졸참나무(jolcham oak, 학명: Quercus serrata)는 참나무과에 속하며 겨울에 잎이 지는 큰키나무이다.

## 특징
한국 전역에 널리 분포하는데, 주로 양지쪽의 산기슭이나 산중턱에서 자란다. 잎은 달걀을 거꾸로 세워 놓은 모양의 긴 타원형이며 잎 뒤에는 털이 나 있다. 참나무 종류 중에서 잎이 가장 작다. 5~6월경에 수꽃 이삭이 꼬리 모양으로 길게 늘어지며, 암꽃 이삭은 짧고 1~2개가 새로 나온 가지의 위쪽 잎겨드랑이에 달린다. 열매는 견과로서 원기둥 모양의 긴 타원형이며, 깍정이는 접시 모양이고 겉면에 작은 비늘조각이 빽빽하게 붙어 있다. 졸참나무는 벚꽃나무와 함께 당구대를 만드는 재료로 활용된다.

## 사진

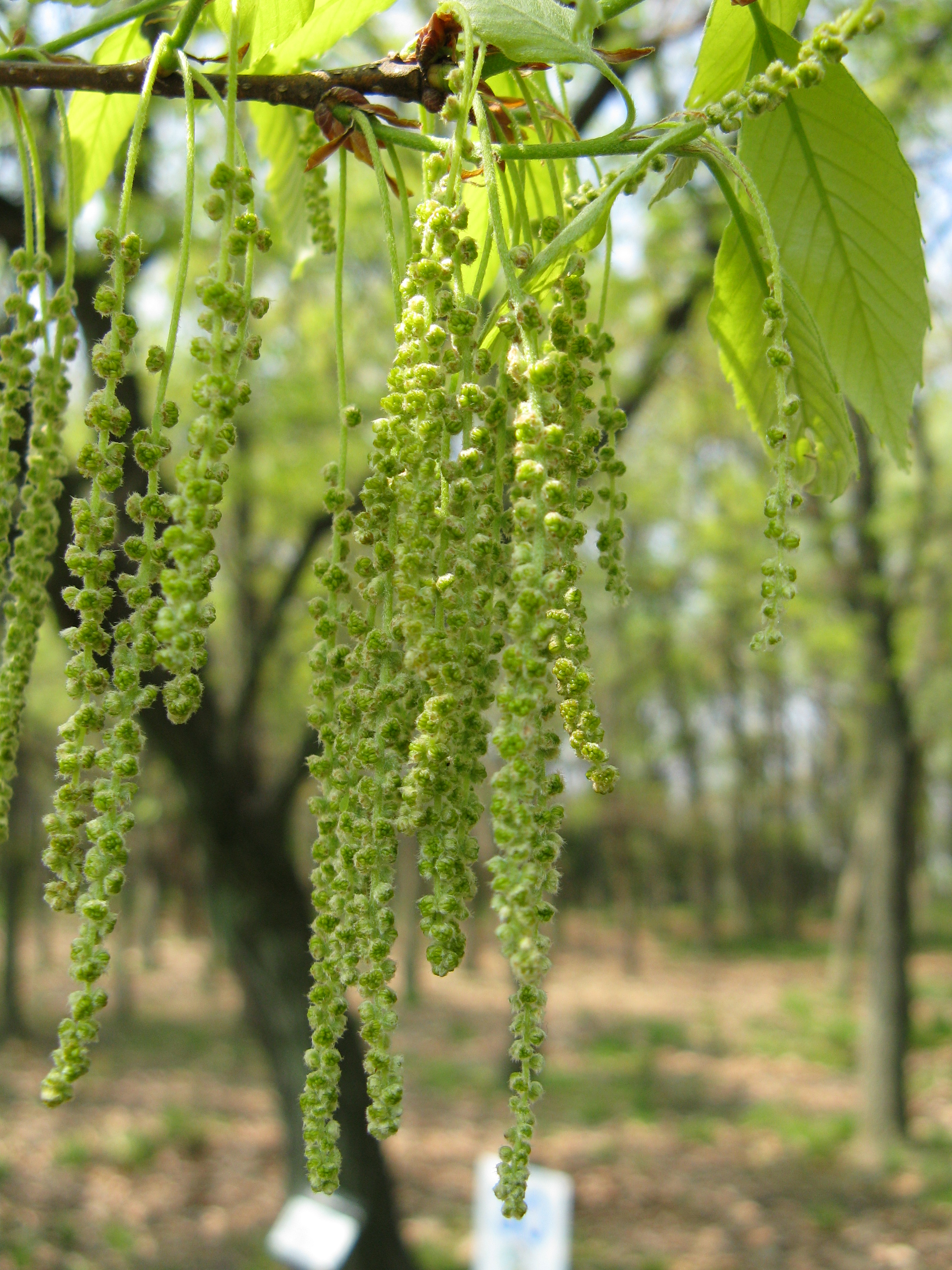
수꽃 이삭
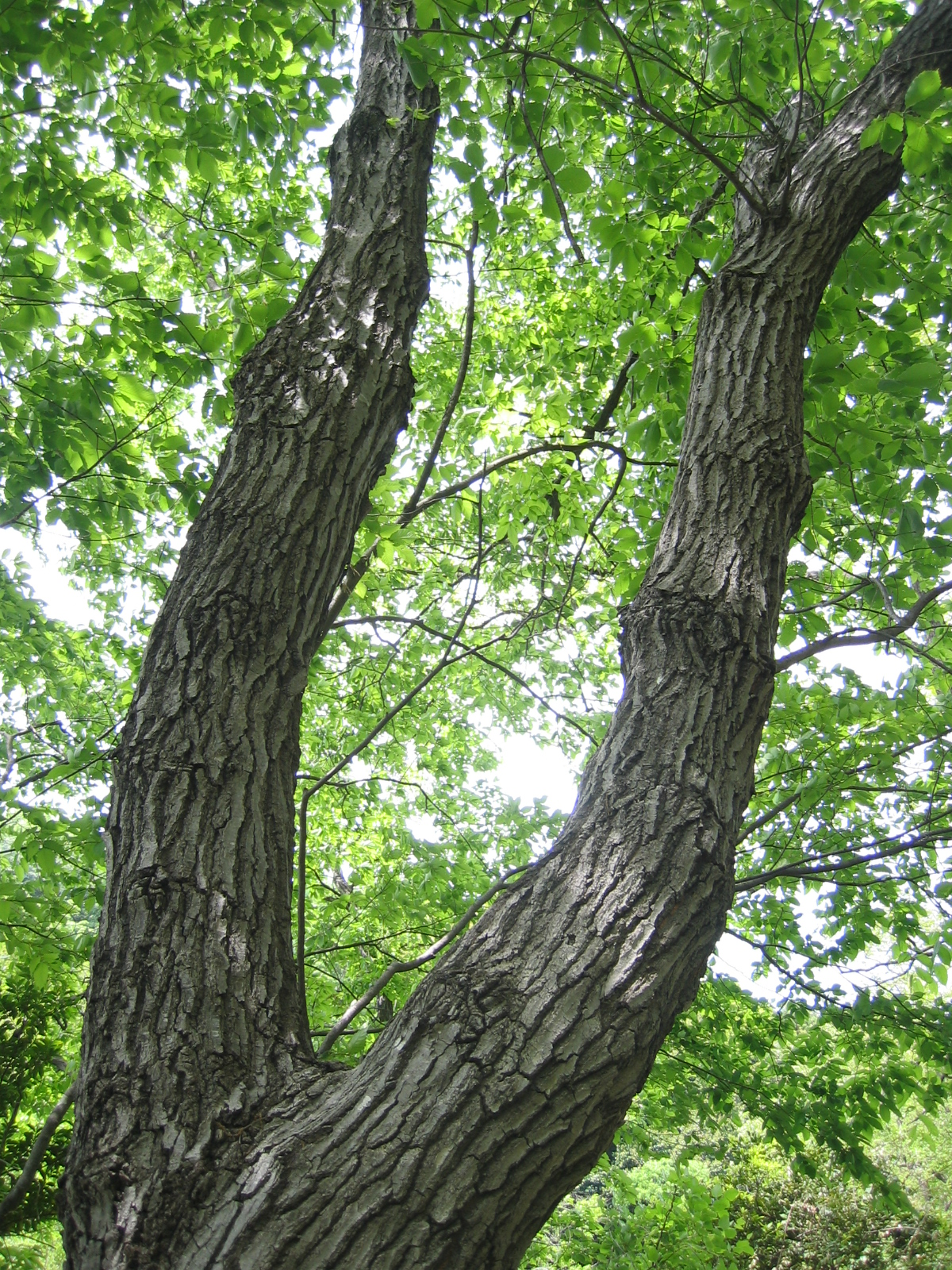
줄기